# János Benedek
János Benedek (Kiskunmajsa, 20 novembre 1944) è un ex sollevatore ungherese medagliato olimpico che ha gareggiato nella categoria dei pesi piuma (fino a 60 kg.) ed ha partecipato a due edizioni dei Giochi Olimpici.

## Carriera
Nel 1968 Benedek partecipò alle Olimpiadi di Città del Messico, che erano valide anche come campionato mondiale, terminando al 10º posto finale con 355 kg. nel totale di tre prove.
Nel 1969 cominciò ad avere i primi risultati di rilievo internazionale, ottenendo la medaglia di bronzo ai Campionati europei di Varsavia con 380 kg. nel totale.
Anche nel 1970 e nel 1971 vinse la stessa medaglia ai Campionati europei: a Szombathely '70 con 375 kg. nel totale e a Sofia '71 con 390 kg. nel totale. Ai campionati mondiali di Columbus del 1970 si classificò dapprima al quarto posto, ma in seguito vinse la medaglia d'oro per la squalifica dei primi tre classificati per doping.
Nel 1972 prese parte alle Olimpiadi di Monaco di Baviera, riuscendo a salire sul podio con 390 kg. nel totale, medaglia di bronzo alle spalle del bulgaro Norajr Nurikjan (402,5 kg.) e del sovietico Dito Šanidze (400 kg.). In quell'anno la competizione olimpica era valida anche come Campionato mondiale.
L'anno successivo Benedek ottenne un'altra medaglia di bronzo ai Campionati europei di Madrid con 267,5 kg. nel totale di due prove, dopo che la IWF aveva eliminato la prova di distensione lenta.
Dopo il ritiro dall'attività agonistica, diventò allenatore di sollevamento pesi. È il nonno di Zoltán Balázsfi, anch'esso sollevatore.